# Botswana International 2024
Die Botswana International 2024 im Badminton fanden vom 21. bis zum 24. November 2024 in der Alnur International School in Otse statt. 

## Sieger und Platzierte
| Disziplin    | Gold                                     | Silber                                               | Bronze                                                      |
| ------------ | ---------------------------------------- | ---------------------------------------------------- | ----------------------------------------------------------- |
| Herreneinzel | Dicky Dwi Pangestu                       | Kalombo Mulenga                                      | Matthew Abela                                               |
| Herreneinzel | Dicky Dwi Pangestu                       | Kalombo Mulenga                                      | Maxim Grinblat                                              |
| Dameneinzel  | Fathimath Nabaaha Abdul Razzaq           | Aminath Nabeeha Abdul Razzaq                         | Era Maftuha                                                 |
| Dameneinzel  | Fathimath Nabaaha Abdul Razzaq           | Aminath Nabeeha Abdul Razzaq                         | Hajar Nuriyeva                                              |
| Herrendoppel | Agil Gabilov Dicky Dwi Pangestu          | Matthew Abela Maxim Grinblat                         | Chongo Mulenga Kalombo Mulenga                              |
| Herrendoppel | Agil Gabilov Dicky Dwi Pangestu          | Matthew Abela Maxim Grinblat                         | Ahmed Nibal Hussein Zayan Shaheed                           |
| Damendoppel  | Hasini Ambalangodage Hasara Wijayarathne | Amy Ackerman Deidre Laurens                          | Aminath Nabeeha Abdul Razzaq Fathimath Nabaaha Abdul Razzaq |
| Damendoppel  | Hasini Ambalangodage Hasara Wijayarathne | Amy Ackerman Deidre Laurens                          | Verona Sadat Razavipour Harshita Singh                      |
| Mixed        | Agil Gabilov Era Maftuha                 | Hussein Zayan Shaheed Fathimath Nabaaha Abdul Razzaq | Jahid Alhasanov Hajar Nuriyeva                              |
| Mixed        | Agil Gabilov Era Maftuha                 | Hussein Zayan Shaheed Fathimath Nabaaha Abdul Razzaq | Chongo Mulenga Mary Chilambe                                |